# Crocallis virgata
Crocallis virgata är en fjärilsart som beskrevs av Hans Rebel 1911. Crocallis virgata ingår i släktet Crocallis och familjen mätare. Inga underarter finns listade i Catalogue of Life.